# Archibald Leitch
Archibald Keir Leitch (Glasgow, 27 aprile 1865 – Glasgow, 25 aprile 1939) è stato un architetto e ingegnere britannico, specializzato nella progettazione di stadi nelle Isole britanniche.

## Primi lavori
Scozzese di Glasgow, i primi lavori di Leitch furono la progettazione di alcune fabbriche nella sua città natale e nel Lanarkshire, con l'unico esempio ancora superstite situato appena a sud dal centro di Glasgow. Nel 1896 divenne membro dell'Istituto degli Ingegneri e dei costruttori navali di Scozia,  e poi dell'Istituto degli Ingegneri Meccanici. Il suo primo incarico riguardante un impianto sportivo gli fu sottoposto nel 1899, quando gli fu commissionato di progettare Ibrox Park, il nuovo stadio di casa del club per cui lui stesso faceva il tifo, i Glasgow Rangers.

## Stadi
Gli stadi che Leitch progettava sono stati inizialmente considerati più funzionali che esteticamente eleganti e sono stati chiaramente influenzati dal suo primo lavoro su edifici industriali. In genere, i suoi stand avevano due livelli, con balaustre in acciaio e coperti da tetti inclinati costruiti in modo che le loro estremità fossero di fronte al campo di gioco.
Il suo primo progetto in Inghilterra è stata la progettazione e la costruzione della John Street Stand del Bramall Lane di Sheffield.
Anche dopo il disastro dell'Ibrox del 1902, quando 25 persone rimasero uccise e oltre 300 ferite a causa del crollo di una tribuna in legno, Leitch rimase sempre tra i progettisti più richiesti. Nel corso dei successivi quattro decenni è diventato il più importante architetto di calcio della Gran Bretagna e a lui si devono soluzioni tecniche ed estetiche completamente nuove e ancora oggi alla base della progettazione degli stadi contemporanei. In totale è stato incaricato di progettare, del tutto o solo in parte, più di 20 stadi in Gran Bretagna e in Irlanda tra il 1899 e il 1939, tra cui:
- Anfield, Liverpool
- Arsenal Stadium (Highbury), Londra
- Ayresome Park, Middlesbrough
- Bramall Lane (John Street Stand), Sheffield
- Cardiff Arms Park, Cardiff
- Craven Cottage, Londra
- Dalymount Park, Dublino
- Deepdale, Preston
- The Old Den, Londra
- Dens Park, Dundee
- The Dell, Southampton
- Ewood Park, Blackburn
- Filbert Street (Double Decker Stand) , Leicester
- Fratton Park, Portsmouth
- Goodison Park, Liverpool
- Hampden Park, Glasgow
- Home Park, Plymouth
- Ibrox Park, Glasgow
- Hillsborough Stadium, Sheffield
- Lansdowne Road, Dublino
- Leeds Road, Huddersfield
- Molineux, Wolverhampton
- Old Trafford, Manchester
- Park Avenue, Bradford
- Roker Park, Sunderland
- Rugby Park, Kilmarnock
- Saltergate, Chesterfield
- Selhurst Park, Londra
- Somerset Park, Ayr
- Stamford Bridge, Londra
- Starks Park, Kirkcaldy
- Twickenham Stadium, Londra
- Tynecastle Stadium, Edimburgo
- Valley Parade (Midland Road Stand ed altre espansioni), Bradford
- Villa Park, Birmingham
- West Ham Stadium, Londra
- White Hart Lane, Londra
- Windsor Park, Belfast

Molte delle sue opere sono state demolite o ristrutturate con la riqualificazione degli stadi inglesi negli anni '90 (sulla scia del Rapporto Taylor e il passaggio a stadi con tutti posti a sedere), in particolare Trinity Road Stand a Villa Park di Birmingham, considerato un suo capolavoro, che fu demolita nel 2000.